# Dlouhoňovice
Dlouhoňovice (2. pád do Dlouhoňovic, 6. pád v Dlouhoňovicích, německy Dlouhonowitz) jsou obec v okrese Ústí nad Orlicí. Obec se rozkládá v širokém úvalu pod zalesněnými kopci Žamberské pahorkatiny podél Lukavického potoka a žel. stanice Žamberk. Žije zde 822 obyvatel. První písemná zmínka o obci pochází z roku 1543.
Zástavba obce má předměstský charakter, navazuje na jižní – průmyslovou část města Žamberk a vytváří s ním aglomeraci (Žamberk - Dlouhoňovice - Helvíkovice). V těsné blízkosti obce se nachází veřejné vnitrostátní letiště (sportovní letiště). V zimním období zde funguje menší sjezdovka s lyžařským vlekem a umělým zasněžováním (lyžařský areál Na Dlouhých Honech).
Dlouhoňovice se nacházejí v rozsáhlém, na sever otevřeném úvalu křídového útvaru pod strmými lesnatými stěnami pásma Litických vrchů. K jihozápadu se nad obcí zvedá lesnatý útvar "Perdějov" s kopcem Kalvárií a řadou pěkných vyhlídek na Orlické hory a Králický Sněžník. Obcí protéká od západu k východu potůček, kdysi bohatý na raky, který odvádí vody z vlhkých lesů přes Lukavici do Tiché Orlice. Severním okrajem obce prochází od roku 1874 železniční trať Týniště nad Orlicí - Letohrad, na jejímž katastru je železniční stanice Žamberk.
Z památných staveb se v obci zachovala dřevěná zvonice z roku 1797 a tři lípy u pomníku sv. Salvatora, které byly zasazené r. 1833 na paměť obnovy bývalé školy. Nová škola byla postavena r. 1887. Dnes je zde mateřská škola, veřejná knihovna a obecní úřad. Obcí vede žlutě značená turistická cesta do Písečné a na zříceninu hradu Žampach. Opačným směrem lze dojít údolím zvaným Kriegwaldy na hrad Litice a dále na hrad Potštejn.

## Historie
Obec vznikla patrně ve 14. století a patřila v minulosti k žampašskému panství. Podle jedné pověsti má jméno po svém zakladateli Dluhoňovi. Ten je však historicky nedoloženou postavou a název obce je nejpravděpodobněji odvozen od tzv. honů – dlouhých a úzkých polí. Obec byla po dlouhá staletí nevelkou osadou, její obyvatelé se živili převážně zemědělstvím a drobným domáckým řemeslem. Proto zde jezuité, vlastnící od 17. století žampašské panství, zřídili roku 1648 panský dvůr, který také sloužil jako výměnek baronky Bukovské. Po zrušení řádu v roce 1773 byl dvůr rozparcelován poddaným.

## Pamětihodnosti
- Dřevěná zvonice z roku 1797

## Osobnosti
- Rudolf Zeman (1887–1969) – učitel na Textilní škole v Ústí nad Orlicí
- Jiří Kalousek[zdroj?] (1925–1986) – malíř, kreslíř, karikaturista a ilustrátor.

## Kulturní a sportovní akce
Sportovní ples pořádaný SK Dlouhoňovice